# Fine Food, Fine Pastries, Open 6 to 9
Fine Food, Fine Pastries, Open 6 to 9 ist ein amerikanischer Dokumentarfilm aus dem Jahr 1989. Im Fokus des Films steht die Geschichte und der Alltag des in der Nähe des Capitols in Washington, D.C. gelegenen Restaurants und Bäckerei Sherrill’s. Fine Food, Fine Pastries, Open 6 to 9 wurde für den Oscar in der Kategorie Bester Dokumentarfilm (Kurzfilm) nominiert, gewann ihn jedoch nicht.

## Handlung
Der Film versucht einen typischen Tag in dem Lokal einzufangen: von morgens um sechs bis abends um neun. Im Mittelpunkt stehen Lola Revis, die Besitzerin des Lokals, und ihre beiden Töchter, Dorothy und Kathyleen. Die Köche, Bäcker und die Kellnerinnen werden bei der Arbeit gezeigt und kommen zwischendrin zu Wort. Auch äußern sich manche Stammgäste. Oft geht es um Anekdoten aus der "guten alten Zeit". Diese werden bisweilen mit alten Photographien illustriert. Es werden aber auch schwierige Momente nicht ausgespart. So sieht man die Familie Revis mit einem Koch diskutieren, der nicht zur Arbeit kam.

## Auszeichnungen und Nominierungen
Bei der Oscarverleihung 1990 war der Film in der Kategorie Bester Dokumentar-Kurzfilm nominiert.

## Kritik
In der Zeitschrift Western Folklore wurde der Film 1992 in Hinblick auf die Verwendung für die Volkskunde rezensiert und mit der Dokumentation Yum, Yum, Yum! A Taste of the Cajun and Creole Cooking of Louisiana verglichen. Die Rezensenten Lin T. Humphrey und Theodore C. Humphrey stellen fest, dass Fine Food, Fine Pastries, Open 6 to 9 kein Film über Essen oder Gebäck sei, sondern über Gemeinschaft und Kontinuität. Die Filmemacher hätten aber die "Essenz des Ortes, des Essens, der Leute und der Tradition eingefangen, aus der eine Gemeinschaft hervorgehen kann".

## Produktion
Petersen kam 1983 zum ersten Mal ins Sherrill’s und war von dem Besuch in der Zeitkapsel beeindruckt. Das Sherill’s wurde 1941 von Samuel Revis gekauft. Dessen Ehefrau meint 1988, dass das Lokal im Großen und Ganzen noch wie damals aussehe. Petersen hatte zuvor als Editor an Kurzfilmen mitgewirkt. Fine Food, Fine Pastries, Open 6 to 9 ist seine erste größere Arbeit als Regisseur. Er begann Ende 1988 mit dem Aufnahmen, die ein Jahr andauerten, und erhielt für den Film ein Stipendium des District of Columbia Community Humanities Council.
Das Sherill’s ist 1922 gegründet worden und schloss im Juli 2000.